# Julen
Julen Gerrikabeitia, conegut simplement com a Julen   (Bilbao, 1992), és un músic i influencer bascocatalà que ha guanyat renom per les seves creacions musicals originals. Malgrat ser dissenyador gràfic de professió, és cantant, guitarrista i pianista autodidacte.
Va néixer a Lekeitio, però quan tenia vuit anys es va traslladar a Catalunya. Allà passà a formar part del grup In Crescendo, que va esdevenir el guanyador de la segona edició del concurs musical Oh Happy Day. Ha estat protagonista de diverses obres musicals teatrals, com ara Les Misérables en 2016 i Across The Universe en 2019.
El febrer del 2022, va llançar el seu primer senzill titulat «Una cançó» i pocs mesos després, l'àlbum «Caiguda lliure». El 2023, va protagonitzar l'espot del Carnet Jove juntament amb Mariona Escoda. El 2024, va ser nominat als premis AMIC-Tresdeu a les categories d'instagramer, i al millor creador/a de contingut de cultura i art. Així mateix, el 2025 va ser finalista dels Premis CRIT en la categoria d'art i cultura.